# Campionati mondiali di maratona canoa/kayak
Il Campionato mondiale di maratona per canoe e kayak (ICF Canoe Marathon World Championships) è una competizione dell'International Canoe Federation sulla lunga distanza, svoltasi biennalmente dalla sua istituzione nel 1988 e divenuta annuale a partire dal 1998. Le gare si svolgono sulla medesima lunghezza stabilita dall'edizione e iniziano e finiscono nello stesso punto. Vengono disputate gare in base al numero di atleti, alla differenza di imbarcazione e alla lunghezza della stessa.

## Edizioni
| Anno | Città                   | Note       |
| ---- | ----------------------- | ---------- |
| 1988 | Nottingham              |            |
| 1990 | Copenaghen              |            |
| 1992 | Brisbane                |            |
| 1994 | Amsterdam               |            |
| 1996 | Vaxholm                 |            |
| 1998 | Città del Capo          |            |
| 1999 | Győr                    |            |
| 2000 | Dartmouth               |            |
| 2001 | Stockton-on-Tees        |            |
| 2002 | Zamora                  |            |
| 2003 | Valladolid              |            |
| 2004 | Bergen                  |            |
| 2005 | Perth                   |            |
| 2006 | Trémolat                |            |
| 2007 | Győr                    |            |
| 2008 | Týn nad Vltavou         |            |
| 2009 | Vila Nova de Gaia       |            |
| 2010 | Banyoles                |            |
| 2011 | Singapore               |            |
| 2012 | Roma                    |            |
| 2013 | Copenaghen              |            |
| 2014 | Oklahoma City           |            |
| 2015 | Győr                    |            |
| 2016 | Brandeburgo sulla Havel |            |
| 2017 | Pietermaritzburg        |            |
| 2018 | Vila Verde              |            |
| 2019 | Shaoxing                |            |
| 2020 | Bærum                   | Cancellati |
| 2021 | Pitești                 |            |
| 2022 | Ponte de Lima           |            |

## Medagliere
Aggiornato all'edizione del 2021
| Pos. | Paese            | Oro | Argento | Bronzo | Totale |
| ---- | ---------------- | --- | ------- | ------ | ------ |
| 1    | Ungheria         | 69  | 59      | 36     | 164    |
| 2    | Spagna           | 31  | 44      | 33     | 108    |
| 3    | Danimarca        | 16  | 10      | 9      | 35     |
| 4    | Gran Bretagna    | 16  | 10      | 7      | 33     |
| 5    | Sudafrica        | 14  | 7       | 11     | 32     |
| 6    | Svezia           | 6   | 5       | 2      | 13     |
| 7    | Australia        | 6   | 3       | 6      | 15     |
| 8    | Ucraina          | 6   | 1       | 2      | 9      |
| 9    | Francia          | 4   | 4       | 9      | 17     |
| 10   | Rep. Ceca        | 3   | 13      | 16     | 32     |
| 11   | Portogallo       | 3   | 4       | 14     | 21     |
| 12   | Norvegia         | 3   | 0       | 3      | 6      |
| 13   | Italia           | 2   | 4       | 3      | 9      |
| 14   | Germania         | 2   | 3       | 6      | 11     |
| 15   | Polonia          | 0   | 4       | 9      | 13     |
| 16   | Paesi Bassi      | 0   | 1       | 3      | 4      |
| 16   | Serbia           | 0   | 1       | 3      | 4      |
| 18   | Bielorussia      | 0   | 1       | 1      | 2      |
| 18   | Cina             | 0   | 1       | 1      | 2      |
| 18   | Irlanda          | 0   | 1       | 1      | 2      |
| 21   | Austria          | 0   | 1       | 0      | 1      |
| 21   | Belgio           | 0   | 1       | 0      | 1      |
| 21   | Canada           | 0   | 1       | 0      | 1      |
| 21   | Croazia          | 0   | 1       | 0      | 1      |
| 21   | Slovacchia       | 0   | 1       | 0      | 1      |
| 26   | Argentina        | 0   | 0       | 3      | 3      |
| 27   | Germania Est     | 0   | 0       | 1      | 1      |
| 27   | Unione Sovietica | 0   | 0       | 1      | 1      |
| 27   | Russia           | 0   | 0       | 1      | 1      |
| 27   | Bulgaria         | 0   | 0       | 1      | 1      |
| 27   | Nuova Zelanda    | 0   | 0       | 1      | 1      |